# Kristien Bocken
Kristien Bocken (Borgerhout, 9 juli 1957) is een Vlaams schrijfster.
Bocken heeft tot heden vijf jeugdboeken, enkele Vlaamse Filmpjes, een Histoflash en een Okapi geschreven. Twee boeken (Een doolhof in mijn hoofd en Ratko) zijn genomineerd geweest door de Nederlandse Kinderjury en Gevangen heeft een prijs ontvangen van de Limburgse Kinderjury.
Bocken groeide op in een schrijversfamilie: zowel haar grootmoeder als moeder waren dichteressen. Ze heeft twee zonen en een dochter. Ze is nog steeds met de Nederlandse taal bezig via vrijwilligerswerk. Het schrijven staat op een laag pitje wegens gezondheidsproblemen.

## Werk
- Boeken:
  - Een doolhof in mijn hoofd, Davidsfonds, Infodok, Leuven, 1995, ISBN 9789065656940
  - Gevangen, Standaard Uitgeverij, Antwerpen, 1996, ISBN 9789002204876
  - Help ons, Hannes!, Standaard Uitgeverij, Antwerpen, 1998, ISBN 9789002207006
  - Ratko, Standaard Uitgeverij, Antwerpen, 1995, ISBN 9789002204302
  - Sterren kun je eten, Clavis, Hasselt, 1999, ISBN 9789068226683

- Vlaamse filmpjes:
  - Veel liefs uit Austin
  - Waarom, papa?
  - Netelsoep met dromen

- Okapi: Korro
- Histoflash: Bloedzusters, De Sikkel, Malle, 2001, ISBN 90-260-5139-5

- Digitale Bibliotheek voor de Nederlandse Letteren: bock033
- International Standard Name Identifier: 0000 0003 6918 5253
- Nederlandse Thesaurus van Auteursnamen: 136425372
- Virtual International Authority File: 283004620
- WorldCat: E39PBJk96bJ7MbhxM8X43gPRKd